# Cynthia Erivo
Cynthia Onyedinmanasu Chinasaokwu Erivo (ur. 8 stycznia 1987 w Londynie) – brytyjska aktorka, piosenkarka i autorka tekstów. Laureatka kilku wyróżnień, w tym Emmy, Grammy i Tony za rolę Celie Harris Johnson w broadwayowskiej wersji Koloru purpury (2013). Wystąpiła m.in. w filmach Wdowy i Źle się dzieje w El Royale.
Zasiadała w jury konkursu głównego na 78. MFF w Wenecji (2021).
Zagrała główną rolę w filmie Drift (2023).
Otrzymała nominację do Oscara w 2025 roku za rolę Elphaby w filmie Wicked.

## Filmografia

### Filmy
| Rok  | Tytuł                      | Rola             | Uwagi |
| ---- | -------------------------- | ---------------- | ----- |
| 2018 | Wdowy                      | Belle            |       |
| 2018 | Źle się dzieje w El Royale | Darlene Sweet    |       |
| 2019 | Harriet                    | Harriet Tubman   |       |
| 2021 | Ruchomy chaos              | Hildy            |       |
| 2021 | Igła w stogu czasu         | Janine Mikkelsen |       |
| 2022 | Pinokio                    | Błękitna Wróżka  |       |
| 2023 | Drift                      | Jacqueline       |       |
| 2023 | Luther: Zmrok              | Odette Raine     |       |
| 2024 | Wicked: Part I             | Elphaba          |       |
| 2025 | Wicked: For Good           | Elphaba          |       |

### Telewizja
| Rok        | Tytuł        | Rola           | Uwagi         |
| ---------- | ------------ | -------------- | ------------- |
| 2015       | Chewing Gum  | Magdalene      | 1 odc.        |
| 2016       | Mr Selfridge | Alberta Hunter | 2 odc.        |
| 2016       | The Tunnel   | Mel            | 1 odc.        |
| 2017, 2019 | Broad City   | Lisa           | 2 odc.        |
| 2019       | Carrier      | Raylene Watts  | 1 odc.        |
| 2020       | Outsider     | Holly Gibney   | w gł. osadzie |